# Dalem Noord
Dalem Noord is een wijk in het Tilburgse stadsdeel de Reeshof. Met bijna 4000 inwoners, is de wijk onder te verdelen in de buurten Dalem Noord I, Dalem Noord II en Stadsrand Dalem Noord. Onderdeel uitmakende van het noordelijke deel van Dalem, wordt de woonwijk ingeklemd door de N260 in het westen en het natuurgebied rondom de Donge in het oosten.
Dalem Noord is de jaren 90 als woonwijk gerealiseerd en sindsdien verder uitgebouwd. Met de bouw van de buurt Standsrand Dalem Noord in de jaren 10 en verder is de wijk wederom uitgebreid. Met uitzondering van de Langedijk en de Middeldijkdreef, zijn alle straten in Dalem Noord vernoemd naar Nederlandse woonplaatsen die met de letter R beginnen. Om deze reden wordt dit deel van de Reeshof officieus de R-buurt genoemd. De wijk heeft een eigen basisschool en kent enkele groenpleintjes en speeltuintjes.